# Ледено цвете
Леденото цвете е вид ледено образувание, което се формира върху дърво в процеса на замръзване на вода.

## Образуване
Леденото цвете се образува, когато тънки слоеве лед се екструдират (изтласкват през процеп) от дългостъблени растения през есента или началото на зимата. Тънките пластове лед често се оформят в изящни шарки, които се навиват на „листенца“, които наподобяват цветя.

## Видове
Според приликата си, леденото цвете бива известно и под други наименования, сред които замръзнало лице, леден замък и леден цъфтеж. Видовете ледени цветя включват ледове под формата на игли, стълбове или ледени панделки, екструдирани от порите в почвата; заешки мраз или заешки лед, екструдиран от линейни цепнатини в стъблата на растенията.
Доколкото терминът „ледено цвете“ се използва и като синоним на „ледени панделки“, той може да се използва и за описание на несвързания феномен на замръзване (скреж) на прозорците.

## Галерия
- Пример за хидравличната мощност на капилярното замразяване
- Ледено цвете отблизо
- Ледено цвете върху стъбло на Verbesina alternifolia в южната част на Мисури